# Site Natura 2000 de Tessières

Ce site est proposé par la France comme élément du réseau Natura 2000 (dont le logo figure ci-dessus)

Le site Natura 2000 de Teissières ou « site Natura 2000 site de Teissières » (zone spéciale de conservation FR 8302014) »  est un site naturel constitué de trois entités séparées, situées au sud Est d'Aurillac dans le Cantal qui associe des zones naturellement acide et calcaires, humide à sèches et oligotrophes, milieux devenant rares dans un contexte général d'eutrophisation et de banalisation des milieux.
Ce site a été proposé par la France en 2015 comme élément de la constitution du réseau Natura 2000, notamment dans les suites d'une décision de la Commission européenne (du 3 décembre 2014) qui a produit en application de la directive européenne 92/43/CEE du Conseil (du 21 mai 1992), une liste des sites d’importance communautaire pour la « région biogéographique continentale » (début 2015 il y a en France 1754 sites désignés)
En particulier, ce site présente l'intérêt de contenir un complexe d'hivernage pour les chauves-souris grâce notamment à la présence de galeries minières (anciennes concessions de Teissières, concession de Leucamp, « aujourd’hui abandonnées par l'homme ». Le ruisseau du Maurs abrite aussi la loutre d'Europe probablement revenue à partir du Goul. Cette espèce est protégée en France et classée à l'Annexe II de la directive habitats. Elle est considérée comme un bon bioindicateur et a sans doute été favorisée par la présence du plan d'eau, et d'une ressource alimentaire suffisante.

## Localisation, superficie, relief
Ce site de 213 hectares est situé sur le territoire de plusieurs communes : Leucamp, Teissières-lès-Bouliès, Vezels-Roussy, dans le département du Cantal, « à des altitudes comprises entre 400 m et 640 m »

## Écologie du paysage
Une petite partie du site (un plan d'eau dit plan d'eau du Maurs et ses abords) a été aménagée (en aval du Bos, l'unique hameau du site) en zone de loisirs de plein-air.
Ailleurs, le milieu dominant est la forêt, en mélange de feuillus mélangés (principalement hêtre, chêne, frêne… qui occupent environ 75 % de la superficie du site, bien qu'en rive droite du ruisseau de Bioude, des plantations de résineux aient été faites, marquant le paysage.
Sur environ 15 % du site (en fond de vallées des ruisseaux de Bioude et du Maurs) des prairies naturelles sont entretenues (par fauche et/ou pâturage).
Ce site, sur des zones de pentes (plutôt orientées vers l'est) et sur une zone alluviale alimentée par un ruisseau (le ruisseau de Bioude), abrite des habitats naturels et des espèces de faune et de flore sauvages dont certains dits d'intérêt européen, qui ont justifié un projet de classement dans le réseau Natura 2000 :
- Lande sèche (conforme à la définition européenne des landes sèches)
- Prairies à Molinies sur sols calcaires, tourbeux ou argilo-limoneux (Molinion caeruleae)
- Prairies maigres de fauche de basse-altitude à Alopecurus pratensis, Sanguisorba officinalis)
- Pentes rocheuses siliceuses avec végétation chasmophytique
- Forêts alluviales (à Alnus glutinosa et Fraxinus excelsior (soit du point de vue de la phytosociologie : Alno-Padion, Alnion incanae, Salicion albae)
- Hêtraies acidophiles atlantiques à sous-bois à Ilexet parfois à Taxus (soit, du point de vue phytosociologique : Quercion robori-petraeae ou Ilici-Fagenion)

En termes d'espèces animales, on trouve sur le site de nombreuses espèces d'invertégrés et vertébrés, dont pour ce qui concerne les petits mammifères remarquables :
- Petit rhinolophe (Rhinolophus hipposideros)[4] ;
- Grand rhinolophe (Rhinolophus ferrumequinum)[4] ;
- Barbastelle d'Europe (Barbastella barbastellus)[4] ;
- Vespertilion à oreilles échancrées (Myotis emarginatus)[4] ;
- Vespertilion de Bechstein (Myotis bechsteinii)[4] ;
- Grand Murin (Myotis myotis)[4] ;
- Loutre d'Europe (Lutra lutra)[4].

Comme habitat et pour se nourrir, la loutre exploite les ruisseaux et les chauve-souris la forêt, les pâtures et l'étang.

## Aspects juridiques, concertation
Un projet d’arrêté et ses annexes (liste d’habitats et d’espèces - cartes) portant désignation du site Natura 2000 site de Teissières (zone spéciale de conservation) FR8302014 ont été mis en consultation publique par le ministère de l'environnement (du 28/08/2015 au 18/09/2015), après « avis des communes et des établissements publics de coopération intercommunale concernés ».